# William S. Merwin
Pour les articles homonymes, voir Merwin.
William Stanley Merwin, plus connu sous la signature William S. Merwin ou W. S. Merwin, né le 30 septembre 1927 à New York (État de New York) et mort le 15 mars 2019 à Haiku , est un poète américain, l'un des chefs de file du renouveau de la poésie américaine après la Seconde Guerre mondiale.
Il est l’auteur d’une cinquantaine d’ouvrages de poésie, de traduction et de prose. Ses vers, écrits dans un style non-ponctué, proche du langage parlé mais caractérisé par un grand lyrisme, ont influencé de nombreux poètes américains. William S. Merwin a longtemps partagé sa vie entre les États-Unis et le causse du Haut-Quercy en France, où il possèdait une maison. Plusieurs de ses ouvrages ont été traduits en français. Il vivait à Hawaï et s’occupait d’une palmeraie qui compte plus de 850 espèces, The Merwin Conservancy.
William S. Merwin a obtenu de nombreux prix pour ses œuvres, dont le prix Pulitzer (en 1971 et en 2009), le prix Tanning (une des plus hautes récompenses décerné par l'American Academy of Poets), la Couronne d’or du festival de Struga (2005) et le premier prix international de poésie Zbigniew-Herbert (2013). En 2010, Merwin a été nommé dix-septième poète lauréat des États-Unis.

## Biographie
W. S. Merwin est né à Manhattan (New York) le 30 septembre 1927. Fils d’un pasteur presbytérien, il a grandi à Union City, New Jersey, et, à partir de 1936, dans la ville industrielle de Scranton en Pennsylvanie. Des brefs séjours l’été à la campagne lui ont inculqué un amour de la nature à laquelle il n’a jamais cessé de donner voix durant sa longue carrière d’écrivain. La musicalité de son style doit beaucoup aux hymnes d’église qu’il a entendus dans son enfance. Il dit avoir rédigé ses premiers textes à l’âge de cinq ans, des prières qu’il écrivait pour son père.

### Formation
William S. Merwin fit des études de langues et de littératures romanes (français, espagnol et italien) à l’Université de Princeton où Galway Kinnell, futur poète et traducteur de François Villon, était un de ses camarades de classe. Il découvrit la littérature moderne sous la houlette du critique R. P. Blackmur et du poète John Berryman et décida de se consacrer à la poésie. Ezra Pound, à qui il rendit visite à cette époque, lui conseilla d’apprendre le métier en traduisant les grands maitres lyriques du passé, et notamment les poètes troubadours.

### En Europe
En 1949, William S. Merwin se rendit en Europe avec sa première épouse Dorothy Ferry. Il y travailla comme précepteur des enfants de la princesse Maria Antonia de Braganza et du fils du poète anglais Robert Graves, établi à Majorque (Espagne).
Après son divorce, il s’installa à Londres et gagna sa vie en traduisant et en écrivant des pièces radiophoniques pour la BBC avec sa nouvelle compagne, Dido Milroy. Lors d’un voyage dans le sud-ouest de la France en juillet 1954, il acheta une maison à moitié en ruine dans un hameau surplombant la Dordogne. Dans les années qui suivirent il y fit des nombreux séjours et rédigea une partie important de son œuvre dans ce qu’il allait appeler par la suite « l’autre pôle de ma vie ».

### Retour aux E-U - Pacifisme et bouddhisme
Son premier recueil, A Mask for Janus, parut en 1952 dans la prestigieuse collection Yale Series of Younger Poets dirigée par W. H. Auden. En 1956, Merwin retourna aux États-Unis et s’installa à Cambridge, Massachusetts, en tant que « dramaturge en résidence »  au Poet’s Theater. Mais il décida bientôt d’abandonner l’écriture dramatique et de se consacrer à la poésie lyrique.
Ses prises de position contre la politique américaine au Viêt Nam lui valurent une notoriété considérable aux États-Unis à la fin des années 1960 et au début des années 1970. En 1971, il reçut le Prix Pulitzer pour son recueil The Carrier of Ladders. Il annonça alors dans une lettre publique publiée dans le New York Review of Books  son intention de faire don de la récompense de 1 000 $ à la cause anti-guerre. W. H. Auden lui fit remarquer dans les colonnes de la même revue que les juges du prix n’avaient aucun lien avec la politique des États-Unis.
En 1976, Merwin s’installa à Hawaï pour étudier le bouddhisme avec le maître zen américain Robert Aiken. Il y épousa sa troisième femme Paula Schwartz en 1983 et se consacra au reboisement d'une vallée sur la côte nord de l’ile de Maui et à la plantation d'une importante palmeraie. La pratique du bouddhisme et l’engagement écologique de Merwin lui ont inspiré de nombreuses évocations du monde naturel dans ses recueils The Compass Flower (1977), Opening the Hand (1983), The Rain in the Trees (1988) ainsi que dans son roman en vers englobant l’histoire et les légendes d'Hawaï, The Folding Cliffs (1998).
Reprenant quelques-uns des thèmes abordés dans sa jeunesse dans ses derniers recueils, Present Company (2007) et The Shadow of Sirius (2008) qui lui valut son second Prix Pulitzer, il jeta un nouveau regard, à la fois apaisé et intense, sur les passions de sa vie.
En juin 2010, la Bibliothèque du Congrès nomma Merwin « Poet Laureate » des États-Unis, honneur accordé à d’illustres prédécesseurs tels William Carlos Williams, Robert Lowell, Robert Frost, Robert Penn Warren et Joseph Brodsky.

## William S. Merwin et la France
William S. Merwin a fait de nombreux et longs séjours en France, principalement dans le Quercy. En 1964-65, il vécut à Lyon, où il fut rattaché au Théâtre de la Cité de Roger Planchon. Mais ce sont surtout les paysages et les habitants du causse de Gramat dans le Lot qui ont marqué son œuvre, en particulier son récit en prose The Lost Upland (dont une partie a été éditée aux éditions Fanlac en 2010 sous le titre Les Dernières vendanges de Merle) et un recueil de vers, The Vixen (La Renarde, Fanlac, 2004). Fin connaisseur de la littérature française, Merwin a traduit en anglais les poèmes de Jean Follain, La Chanson de Roland, les Maximes de La Rochefoucauld, Turcaret et Crispin rival de son maître de Lesage et Les Fausses Confidences de Marivaux.
En octobre 2022, le LARCA (Laboratoire de Recherche sur les Cultures Anglophones - Université Paris Cité, CNRS) organise le premier colloque international français à Paris et Lacam sur Merwin.

## Citations
- « Au dernier jour du monde, je voudrais planter un arbre. » (On the last day of the world, I would want to plant a tree.)

- « Dis-moi ce que tu vois en train de disparaître et je te dirai qui tu es. » (Tell me what you see vanishing and I will tell you who you are.)

- « La poésie est ce qui nous permet d’interpeller cette présence qui surgit devant nous, cette présence parlante, mais le fait est que tout ce qui nous passe par la tête dans ce monde de phénomènes est absence. C’est à la fois le passé et le futur. Peu de choses sont véritablement présentes. C’est elles que nous reconnaissons. La faculté de parler entre nous, tout cela vient du passé, et le passé est constitué d’absence. Notre sentiment à l’égard du monde qui nous entoure est un sentiment d’impuissance à le toucher, à le saisir, à l’exprimer. C’est cela l’absence. La présence est inévitable et en même temps nous ne pouvons l’exprimer, l’empoigner. Et cependant nous ne pouvons nous soustraire à elle. »

- « La poésie est une façon de regarder le monde pour la première fois. » (Poetry is a way of looking at the world for the first time.)

- « À présent, tous mes maîtres sont morts excepté le silence. » (Now all my teachers are dead except silence.)

## Prix littéraires et distinctions
- 1952 : Prix Yale Younger Poets pour A Mask for Janus
- 1956 : Bourse de la fondation Rockefeller
- 1957 : Bourse de l'Académie américaine des arts et des lettres
- 1964–65 : Bourse de la fondation Ford
- 1969 : Prix de traduction PEN pour Selected Translations 1948–1968
- 1969 : Bourse de la fondation Rockefeller
- 1971 : Prix Pulitzer de poésie pour The Carrier of Ladders
- 1973 : Bourse de l’Academy of American Poets
- 1979 : Prix de poésie Bollingen
- 1990 : Maurice English Poetry Award
- 1993 : Prix Tanning de poésie
- 1999 : Consultant en poésie auprès de la Bibliothèque du Congrès[10]
- 2005 : National Book Award pour Migration: New and Selected Poems
- 2004 : Couronne d’or du festival de Struga en Macédoine
- 2004 : Lannan Lifetime Achievement Award
- 2009 : Prix Pulitzer pour The Shadow of Sirius
- 2010 : Poet Laureate des États-Unis
- 2013 : Prix international de poésie Zbigniew-Herbert

## Œuvres

### Œuvres disponibles en français
- Poèmes traduits par Alain Delahaye, Revue Argile-III, 1974, Maeght Editeur, Paris, pp. 100-111
- Exil en Hiver (Banishment in Winter), La carcasse (The Hulk), Comme si j'attendais cela (As Though I Was Waiting for That), Envoi d'Agrippa d'Aubigné (Envoy from d'Agrippa d'Aubigné), choix de textes du recueil The Carrier of Ladders,  traduits par Raymond Farina, Europe n° 700-701, Paris, 1987
- Chute de Neige (Snowfall), Petit Cheval (Little Horse), Les Mains (The Hands), L'Appel sous le Souffle (The Calling under the Breath), Parenté (Kin), choix de textes du recueil The Carrier of Ladders,  traduits par Raymond Farina, Arpa, n°37, Clermont-Ferrand, 1988
- La Renarde (The Vixen), traduit par Luc de Goustine, édition bilingue français-anglais, Éditions Fanlac, 2004
- Les Fleurs de mai de Ventadour (The Mays of Ventadorn), traduit par Luc de Goustine, Éditions Fanlac, 2006
- Écrits au gré d’un accompagnement inachevé (Writings to an Unfinished Accompaniment), traduit par Christophe Wall-Romana, Cheyne, 2007
- Prophétie (Prophecy), Le Nom de l'Air (The Name of the Air), Chez Moi dans la Toundra (Home Toundra), Ailes (Wings), Transit (Transit), choix de textes du recueil The Pupils, traduits par Raymond Farina, Diérèse n° 46, Ozoir-La-Ferrière, 2009.
- Les Dernières Vendanges de Merle (Black Bird's Summer), traduit par Luc de Goustine, Éditions Fanlac, 2010
- Le Bateau de pierre (The Stone Boat), traduit par Jean Markert et Pascal Riou, Conférence no 22-23
- Au Miroir de la montagne. Voyages au Mont Athos (Reflections of a Mountain. The Ends of the Earth) traduit par Jean Markert et Pascal Riou,  Editions de la Revue Conférence 2015
- L’Appel du Causse (choix de textes sur le Causse traduits par Alain Gnaedig et Luc de Goustine, présentés par Michael Taylor), Éditions Fanlac, 2013
- L'Ombre de Sirius (The Shadow of Sirius), traduit par Luc de Goustine, édition bilingue français-anglais, notes de Michael Taylor, Éditions Fanlac, 2016

### Œuvres en anglais

#### En vers
- A Mask for Janus, Yale University Press, 1952 E
- The Dancing Bears, Yale University Press, 1954
- Green with Beasts, Knopf, 1956
- The Drunk in the Furnace, Macmillan, 1960
- The Moving Target, Atheneum, 1963
- The Lice, Atheneum, 1967, et Rupert Hart-Davis, 1969
- The Carrier of Ladders, Atheneum, 1970
- Writings to an Unfinished Accompaniment, Athenum, 1973
- The First Four Books of Poems (A Mask for Janus, The Dancing Bears, Green with Beasts, The Drunk in the Furnace), Copper Canyon Press, 2000
- The Compass Flower, Atheneum, 1977
- Feathers from the Hill, Windhover Press, 1978
- Finding the Islands, North Point Press, 1982
- Opening the Hand, Atheneum, 1983
- The Rain in the Trees, Knopf, 1988
- Selected Poems, Atheneum, 1988 (large choix de textes issus des dix premiers recueils de William Merwin)
- Travels, Knopf, 1993
- The Second Four Books of Poems (The Moving Target, The Lice, The Carrier of Ladders, Writings to an Unfinished Accompaniment), Copper Canyon Press, 1993
- The Vixen, Knopf, 1996
- Flower & Hand: Poems 1977–1988, Copper Canyon Press, 1997 (réunit les poésies de The Compass Flower, Opening the Hand et Feathers from the Hill)
- The Folding Cliffs: A Narrative, Knopf, 1998
- The River Sound, Knopf, 1999
- The Pupil, Knopf, 2001
- Migration: New and Selected Poems, Copper Canyon Press, 2005 (choix de poèmes de 1952 à 2004)
- Present Company, Copper Canyon Press, 2005
- The Shadow of Sirius, (Copper Canyon Press, 2008)
- The Moon Before Morning (Copper Canyon Press, 2014)

#### En prose
- The Miner’s Pale Children, Atheneum, 1970
- Houses and Travellers, Atheneum, 1977 (78 "fictions" dans la veine de The Miner’s Pale Children)
- Unframed Originals, Atheneum, 1982 (Essais autobiographiques sur les souvenirs de famille du poète. Comprend "Hotel", le texte consacré à Tante Margie et à son héritage.)
- Regions of Memory: Uncollected Prose 1949–82, University of Illinois Press, 1987. Contient notamment "A Recollection of Stones", écrit vers 1957, regroupant deux textes autobiographiques, l’un inspiré par les ruines d’une église romane près de Parthenay dans les Deux-Sèvres, l’autre une première version de ce qui deviendra plus tard "Foie Gras" dans The Lost Upland.
- The Lost Upland: Stories of Southwest France, Henry Holt, 1992, et Shoemaker & Hoard, 2005. Regroupe deux longues nouvelles, "Foie Gras" et "Shepherds", ainsi que le roman Blackbird's Summer (Les dernières vendanges de Merle).
- The Mays of Ventadorn, National Geographic, 2002
- The Ends of the Earth: Essays, Shoemaker & Hoard, 2004. Contient notamment "The Stone Boat" et un essai sur le navigateur La Pérouse.
- Summer Doorways: A Memoir, Shoemaker & Hoard, 2005
- The Book of Fables, Copper Canyon Press, 2007. Regroupe les textes parus dans The Miner’s Pale Children et Houses and Travellers.

### Traductions
- Purgatorio de Dante, Knopf, 2000
- (en) Antonio Porchia, Voices, New York, Copper Canyon Press, 2003, 129 p. (ISBN 978-1-55659-189-1)
- Transparence of the World de Jean Follain, Copper Canyon Press, 2003
- Gawain and the Green Knight, a New Verse Translation, Knopf, 2005
- (en) Muso Soseki (trad. du japonais par W.S. Merwin & Soiku Shigematsu; introduction par W.S. Merwin), Sun At Midnight : Poems and Letters, Port Townsend (WA), Copper Canyon Press, 2013 (1re éd. 1989), 200 p. (ISBN 978-1-55659-439-7)